# 植桂書室

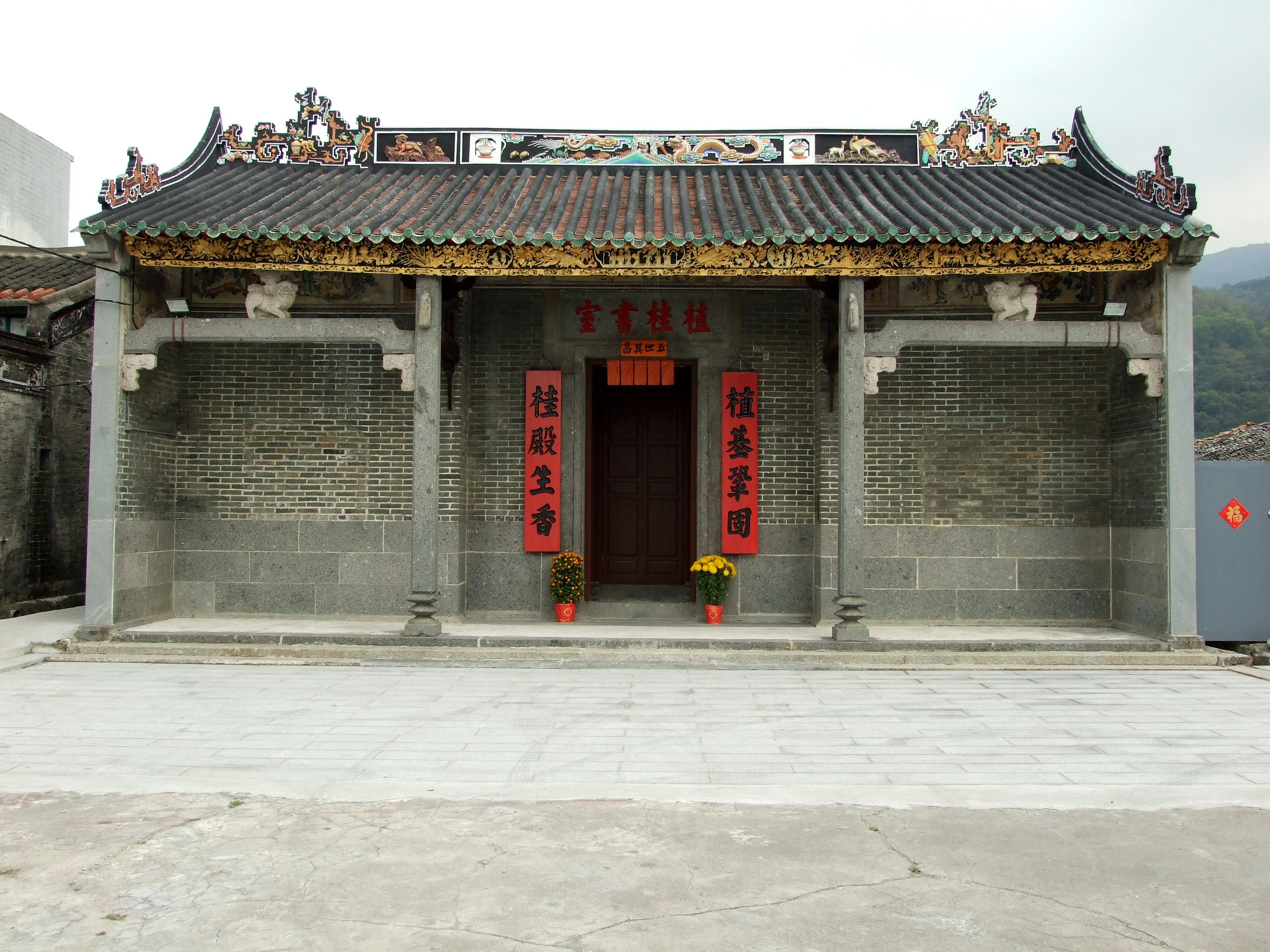
復修後的植桂書室

植桂書室是香港一座建於清朝的歷史建築，位於新界元朗八鄉，屬香港典型的中國傳統書室，同時作祭祀祖先和教育村中子弟用途。於2007年被古物古蹟辦事處列為香港法定古蹟。

## 歷史
植桂書室早於1899年英國租借新界前便已存在，估計建於清朝中葉。書室由八鄉上村的黎氏族人黎金泰所建，作為教育鄉村子弟的用途。1930年代，該建築改作祭祖之用，並兼作村民舉行會議、春秋二祭及婚嫁儀式等用途。香港重光後，該建築開辦「永慶學校」提供現代小學教育，後來改為幼稚園，最後約於1960年代停辦後一直空置。
2007年5月4日，植桂書室被列為香港三級歷史建築。由於日久失修，古物古蹟辦事處會先進行修復工程，之後才開放給市民參觀。2007年6月29日，植桂書室獲升級為香港法定古蹟。康樂及文化事務署擬斥資450萬元，重建書室屋頂及書室兩側的廂房。

## 建築
植桂書室屬於「兩進一天井」設計，為清朝傳統的建築設計。建築物的正面採用了花崗石塊和青磚築砌而成。而書室內保存了大量原有的建築構件，包括位於屋脊和石牆上的灰塑，以及木刻和壁畫等。由於書室在建成後一直未有翻新或改建，因此具有高度的歷史價值。

## 修復
被列為法定古蹟的元朗八鄉上村植桂書室，由於日久失修變得破舊，古物古蹟辦事處已完成其保育研究及地圖測量，展開修復工程，於回復舊觀後可開放予市民參觀，植桂書室的全面復修工程於2010年底竣工。

## 取景
電影《竊聽風雲3》及ViuTV劇集《IT狗》曾於植桂書室取景。

## 交通
- 九龍巴士64K線：來往元朗（西）及大埔墟站（經錦上路站及太和站）
- 乘坐任何途經大欖隧道巴士在大欖隧道站下車轉乘九龍巴士251A線：來往錦上路站及上村（循環線）（經大欖隧道轉車站）
- 兩線途經黎屋村

## 外部連結
- 康樂及文化事務署 - 植桂書室
- 香港歷史文物：植桂書室